# Se natten flyr för dagens fröjd
Se natten flyr för dagens fröjd är en julpsalm av Johan Olof Wallin 1813, möjligen efter Samuel Johan Hedborn (obekräftad uppgift). Har på grund av anslaget tidigare ofta varit använd som slutpsalm vid julottan. Tredje strofen är starkt präglad av Martin Luthers förklaring till Andra trosartikeln i katekesen. Texten bearbetades av Anders Frostenson 1979.
Melodin (C-dur, 4/4) är Martin Luthers klassiska julkoral till Av himlens höjd oss kommet är (komponerad 1539) som också används till Jerusalem, höj upp din röst och När Jesusbarnet låg en gång. Den trycktes 1539 i Geistliche Lieder av boktryckaren Joseph Klug i Wittenberg, varför dess ursprung kan vara äldre.

## Publicerad i
- 1819 års psalmbok som nr 56 med titeln "Se, natten flyr för dagens fröjd", under rubriken "Jesu kärleksfulla uppenbarelse i mänskligheten: Jesu födelse (julpsalmer)".
- Metodistkyrkans psalmbok 1896, nr 98 under rubriken "Kristi ankomst och födelse".
- Svensk söndagsskolsångbok 1908 som nr 27 under rubriken "Julsånger".
- Svenska Missionsförbundets sångbok 1920 som nr 84 under rubriken "Jesu födelse"
- Svensk söndagsskolsångbok 1929 som nr 39 under rubriken "Advents- och julsånger"
- Sionstoner 1935 som nr 152 under rubriken "Jul".
- 1937 års psalmbok som nr 56 med titeln "Si, natten flyr för dagens fröjd" under rubriken "Jul".
- Den svenska psalmboken 1986 som nr 120 under rubriken "Jul".